# Sołomon Łozowski
Sołomon Abramowicz Łozowski (właśc. Sołomon Abramowicz Dridzo, ros. Соломо́н Абра́мович Лозо́вский (Дридзо), ur. 16 marca?/28 marca 1878 we wsi Daniłowka w powiecie aleksandrowskim guberni katerynosławskiej, zm. 12 sierpnia 1952 w Moskwie) – radziecki polityk żydowskiego pochodzenia, członek KC WKP(b) (1937–1949), przewodniczący Sowinformbiuro przy Radzie Ministrów ZSRR (1946–1947), zastępca ludowego komisarza/ministra spraw zagranicznych ZSRR (1939–1946).

## Życiorys
Syn mełameda, uczył się w chederze, w 1901 zdał eksternistycznie maturę w Symbirsku i wstąpił do SDPRR. Od 1903 w Petersburgu, w październiku 1903 aresztowany, po zwolnieniu działał w Kazaniu. Uczestnik rewolucji 1905 w Kazaniu, uczestnik I Konferencji SDPRR w Tampere, członek frakcji bolszewików. Później działał w Petersburgu, w 1906 aresztowany, zbiegł. Prowadził działalność propagandową w Charkowie, 1906 ponownie aresztowany, w 1908 skazany na administracyjną zsyłkę, zbiegł za granicę. Od stycznia 1909 w Paryżu, członek Francuskiej Sekcji Międzynarodówki Robotniczej, działacz francuskich związków zawodowych. W 1914 wykluczony z partii. 
Po rewolucji lutowej i obaleniu caratu wrócił do Rosji, wstąpił do SDPRR(b), w lipcu 1917 wybrany sekretarzem Wszechrosyjskiego Centralnego Związku Zawodowego. W styczniu 1918 za rozbieżności w programie i polityce wykluczony z SDPRR(b), w latach 1918–1921 sekretarz odpowiedzialny związku zawodowego robotników tekstylnych, później związku zawodowego kolejarzy, 1918–1919 przewodził grupie socjaldemokratów-internacjonalistów, przewodniczący KC SDPRR (Internacjonalistów) i redaktor ich gazety „Proletarij”. W 1919 wstąpił do RKP(b), był jednym z organizatorów Profinternu – Czerwonej Międzynarodówki Związków Zawodowych, w latach 1919–1938 sekretarz, a 1921–1937 sekretarz generalny tej organizacji, redaktor jej gazety „Krasnyj Intiernacyonał profsojuzow”. W latach 1921–1922 członek Komitetu Wykonawczego Kominternu, od lipca 1924 do 15 maja 1943 zastępca członka KW MK, od marca 1926 do lipca 1935 członek Prezydium KW MK. Od 19 grudnia 1927 do 12 października 1937 zastępca członka, a od 12 października 1937 do 20 stycznia 1949 członek KC WKP(b). 
Od 3 września 1928 do lipca 1935 zastępca członka sekretariatu KW Kominternu, od lipca 1935 do 15 maja 1943 zastępca członka Prezydium KW MK. W latach 1937–1939 dyrektor Państwowego Wydawnictwa Literackiego. 
Po dymisji Maksyma Litwinowa, od 11 maja 1939 do 24 lipca 1946 zastępca ludowego komisarza/ministra spraw zagranicznych ZSRR. Od 1939 doktor nauk historycznych, od 1940 do stycznia 1949 kierownik katedry historii stosunków międzynarodowych i polityki zagranicznej ZSRR Wyższej Szkoły Partyjnej przy KC WKP(b), od czerwca 1941 do 24 lipca 1946 zastępca szefa, a od 24 lipca 1946 do 25 lipca 1947 szef Sowinformbiuro przy Radzie Ministrów ZSRR. 
Odpowiadał za działalność Żydowskiego Komitetu Antyfaszystowskiego. Deputowany do Rady Najwyższej ZSRR 1 i 2 kadencji. Odznaczony Orderem Lenina i Orderem Wojny Ojczyźnianej I klasy. 
18 stycznia 1949 wykluczony z partii, 26 stycznia aresztowany, w lipcu 1952 skazany na śmierć przez Kolegium Wojskowe Sądu Najwyższego ZSRR, następnie rozstrzelany. Pośmiertnie zrehabilitowany 22 listopada 1955.